# A Royal Night Out
A Royal Night Out (titulada Un escape Real en Hispanoamérica y Noche Real en España) es una película británica del género comedia dramática, estrenada en 2015. Fue dirigida por Julian Jarrold y escrita por Trevor de Silva y Kevin Hood. La película está protagonizada por Sarah Gadon que interpreta la princesa Elizabeth, quien junto con su hermana, la princesa Margarita se aventura a salir del Palacio de Buckingham para disfrutar de las celebraciones del Día de la Victoria entre los ciudadanos.

## Argumento
El Día de la Victoria en 1945, cuando se celebra la paz en toda Europa y Londres está de celebración, a las princesas Elizabeth y Margarita se les permite acudir a las celebraciones en la ciudad, en contra de los deseos de su madre, la Reina Elizabeth. El Rey, impresionado por las súplicas de su hija, le pide que le informe sobre los sentimientos de la gente hacia él y su discurso de medianoche en la radio.
Cada princesa, de incógnito, es acompañada por un oficial del ejército con un itinerario que exige que regresen al Palacio de Buckingham a la 1:00. Margarita pronto se da cuenta de que el itinerario planificado por su madre no cumple sus expectativas de diversión y de conocer a la gente común, ella es la primera en escaparse de su acompañante, seguida por Elizabeth.
Las princesas se separan, tomando cada una un autobús diferente. Margarita se hace amiga de un oficial naval que busca aprovechar lo que él cree que es solo una niña común, y Elizabeth de un aviador que está ausente sin permiso.
La princesa menor es conducida por su nuevo amigo a un mundo de discotecas, juegos de azar, alcohol y burdeles. Elizabeth y su nuevo amigo tienen sus propias aventuras tratando de encontrar a Margarita, que los lleva más allá de la hora límite de la 1:00 de la madrugada.

## Reparto
- Sarah Gadon como la Princesa Elizabeth.
- Bel Powley como la Princesa Margarita.
- Jack Reynor como Jack Hodges.
- Rupert Everett como el  Rey Jorge VI.
- Emily Watson como la Reina Elizabeth.
- Roger Allam como Stan.
- Ruth Sheen como Joan Hodges, madre de Jack.
- Jack Laskey como el Capitán Pryce.
- Fiona Skinner como Annie.
- John Neville como Spiv.
- Samantha Baines como Mary.

## Relación con eventos reales
Los dos escoltas oficiales y el aviador fueron creaciones ficticias para la película.. En realidad, las princesas salieron en un grupo organizado de 16 personas a las 10 de la noche y regresaron al Palacio de Buckingham a la 1 de la madrugada.

## Estreno
A Royal Night Out se estrenó en Reino Unido el 8 de mayo de 2015 y en DVD el 7 de septiembre de 2015. La película se estrenó en los Estados Unidos el 4 de diciembre de 2015 y en DVD el 3 de mayo de 2016.

## Recepción de la crítica
En Rotten Tomatoes, la película tiene una calificación del 74 %, basada en 69 revisiones, con una calificación promedio de 5,9 de 10. El consenso de los críticos del sitio afirma: «Innegablemente ligera pero completamente encantadora, A Royal Night Out utiliza una fascinante nota al pie de la historia como un trampolín en una entretenida diversión dramática».
Alberto Luchini afirma en la web y en su revisión de la película que «Sarah Gadon es la razón de ser de una comedia histórica con una recreación de época notable y una puesta en escena sumamente académica»
Metacritic le da una calificación de 58 de 100, basada en 17 críticas reportando 9 críticas mixtas y 8 críticas positivas.